# Mussorgskij (cratère)
Mussorgskij est un cratère d'impact présent sur la surface de Mercure. 
Le cratère fut ainsi nommé par l'Union astronomique internationale en 1979 en hommage au compositeur russe Modeste Moussorgski. 
Son diamètre est de 115 km. Il se situe dans le quadrangle de Shakespeare (quadrangle H-3) de Mercure.